# Yuwipi
Yuwipi – rytuał odprawiany przez północnoamerykańskich Siuksów, służący uzdrawianiu chorych i poszukiwaniu zaginionych przedmiotów. Słowo yuwipi oznacza małe zawiniątka z tytoniem przywiązywane jako dary do sznurka rozwijanego wokół chorej osoby, które miały zachęcić duchy do pomocy cierpiącemu. 
Uzdrawiający rytuał rozpoczynał się od modlitwy szamana do Wakantanki (Wielkiego Świętego). Modlitwę tę szaman kierował do jej wcieleń czyli: Grzmotu, Słońca, Księżyca, Gwiazdy Zarannej, Orła, Bizona, Skały, Zwierząt i Lasu, używając przy tym świętej fajki. Wówczas pomocnik szamana okrywał go szatą, związywał liną i sadzał na środku pomieszczenia obok darów. Następnie w półmroku muzycy zaczynali grać na bębnach i wyśpiewywać zaklęcia. Wtedy wraz z dźwiękami stukotu pojawiały się duchy, które przyjmowały postać iskier. Wszyscy milkli i słychać było tylko tłumione przez szatę odgłosy rozmowy duchów z szamanem. Po chwili stukoty i iskry było słychać w całym pomieszczeniu, a chory w tym czasie odczuwał obecność i dotyk duchów. Gdy znów zapadła cisza, szaman stał na środku niczym nie skrępowany, a jego szata i puste woreczki po tytoniu były rozrzucone po całym pomieszczeniu. Szaman kończył rytuał, zapraszając wszystkich do uczty.